# Pete Tong: Historia głuchego didżeja
Pete Tong: Historia głuchego didżeja (ang. It's All Gone Pete Tong) – brytyjsko-kanadyjski film fabularny z 2004, w reżyserii Michaela Dowse'a.

## Fabuła
Film został nakręcony na Ibizie (Hiszpania) i w Londynie (Anglia).
Historia tragicznego życia didżeja Frankiego Wilde’a (Paul Kaye), który grywał w Pacha na Ibizie. Całe jego życie zmienia się gdy traci słuch. Po tragedii Franki wraca ponownie do pracy w Amnesii z nowymi produkcjami muzycznymi.

## Obsada
- Paul Kaye jako Frankie Wilde
- Beatriz Batarda jako Penelope
- Kate Magowan jako Sonja
- Mike Wilmot jako Max Haggar
- Neil Maskell jako Jack Stoddart
- Monica Maja jako Charlize Bondo
- Pete Tong jako on sam
- Ron Lloy Hugh Elliston jako Marvin Sallis
- Dan Antopolski jako Eric Banning
- Tim Plester jako Brent Tufford
- Paul Spence jako Alfonse
- David Lawrence jako Horst
- Steve Oram jako DJ Blink
- Borja Galban-Fear jako Hiszpański kelner
- S.C. Lim jako doktor Lim
- Carl Cox jako on sam
- Paul van Dyk jako on sam
- Charlie Chester jako on sam
- Sarah Main jako ona sama
- Tiësto jako on sam
- Danny Whittle jako on sam
- Barry Ashworth jako on sam
- Lol Hammond jako on sam
- Rudy Siano jako kierowca
- Janine Schmidt jako Twila

## Nagrody i wyróżnienia

### Wygrane
- Najlepszy pełnometrażowy film kanadyjski - TIFF w Toronto (2004)
- Najlepszy pełnometrażowy film - Comedy Festival (2005)
- Najlepszy aktor (Paul Kaye) - Comedy Festival (2005)
- Nagroda specjalna jury - Gen Art (2005)
- Nagroda publiczności - Gen Art (2005)
- Najlepszy brytyjski film - Vancouver Film Critics Circle (2005)
- Najlepszy odtwórca roli męskiej (Mike Wilmot) - Canadian Comedy Awards (2005)
- Najlepsza muzyka - Leo Awards (2005)
- Najlepsze muzyczne wykonanie - Leo Awards (2005)
- Najlepszy pełnometrażowy dramat - Leo Awards (2005)

### Nominacje
- Najlepszy aktor, Najlepszy film pełnometrażowy - Method Fest Independent Film Festival
- Najlepsze osiągnięcie w produkcji - British Independent Film Awards
- 8 Genie